# Бьенно
Бьенно (итал. Bienno, ломб. Bièn) —коммуна в Италии, в провинции Брешиа области Ломбардия.
Население составляет 3510 человек, плотность населения составляет 117 чел./км². Занимает площадь 30 км². Почтовый индекс — 25040. Телефонный код — 0364.
Покровителями коммуны почитаются святые мученики Фаустин и Иовита, празднование 15 февраля.